# Francesco Lecce
Francesco Lecce (* um 1740; † nach 1806) war ein italienischer Komponist.

## Leben
Francesco Lecce war ein Komponist der Neapolitanischen Schule. Im Zeitraum zwischen 1750 und 1799 und letztmals 1806 taucht sein Name mehrfach als einer der Violinisten an der Cappella del tesoro di San Gennaro auf. Er wirkte ferner im Orchester des Teatro San Carlo. Ansonsten ist über sein Leben wenig bekannt.

## Werke
- Konzert für Mandoline und Orchester G-Dur[4]
- Sonate e Partite per Violino[5][3]
- Triosonate G-Dur[6]
- Triosonate F-Dur[7][8]
- Mi lagnerò tacendo, Arie[9]
- Banco delle mie pene. Barcarola[10]
- Un girar di dolci pupille. Duett[11]